# Estadio Nikkei Bellmare
El estadio Nikkei Bellmare, es un estadio de fútbol de Paraguay que se encuentra ubicado en la Compañía Guazú Virá, de la ciudad de Itauguá del Departamento Central, sobre la Avenida Japón a unos 2500 metros de la Ruta N.º 2 Mcal. Estigarribia. En este escenario, que cuenta con capacidad para unas 3000 personas, hace las veces de anfitrión el equipo de fútbol del Club Nikkei Bellmare propietario del predio.
El estadio y su complejo deportivo fueron inaugurados en el año 2006.